# Hrabstwo Monroe (Wisconsin)
Hrabstwo Monroe (ang. Monroe County) – hrabstwo w stanie Wisconsin w Stanach Zjednoczonych.
Obszar całkowity hrabstwa obejmuje powierzchnię 908,29 mil² (2352,46 km²). Według szacunków United States Census Bureau w roku 2009 miało 43 760 mieszkańców. Jego siedzibą administracyjną jest Sparta.
Hrabstwo zostało utworzone z La Crosse w 1854. Nazwa pochodzi od nazwiska prezydenta USA Jamesa Monroego.
Na obszarze hrabstwa znajdują się rzeki Baraboo, Black, Kickapoo, La Crosse, Little La Crosse i Lower lemonweir oraz 120 jezior.

## Miasta
- Adrian
- Angelo
- Byron
- Clifton
- Glendale
- Grant
- Greenfield
- Jefferson
- La Grange
- Lafayette
- Leon
- Lincoln
- Little Falls
- New Lyme
- Oakdale
- Portland
- Ridgeville
- Scott
- Sheldon
- Sparta – town
- Sparta – city
- Tomah – city
- Tomah – town
- Wellington
- Wells
- Wilton

## Wsie
- Cashton
- Kendall
- Melvina
- Norwalk
- Oakdale
- Warrens
- Wilton
- Wyeville

## CDP
- Cataract
- Tunnel City